# Central térmica de Ibiza
La central térmica de Ibiza es una instalación termoeléctrica de ciclo convencional situada en el término municipal de Ibiza en la isla homónima, de las Islas Baleares (España). Dispone de 13 grupos térmicos activos que suman una potencia de 270 MW, y que utilizan el gas natural como combustible principal y el gasóleo como auxiliar. Es propiedad de la empresa multinacional Endesa. El sistema integra también una turbina de gas de 14 MW situada en la isla de Formentera, que se encuentra interconectada de forma submarina con la de Ibiza.

## Historia
Los dos primeros grupos diésel, de 3 MW de potencia cada uno, entraron en producción en 1971.
En 1973 comenzaron a operar un grupo de 8,3 MW. Otro grupo igual al anterior se incorporó a la central en 1974. En 1982 comenzaron a operar dos grupos de 15,5 MW de potencia cada uno que se reforzaron con otro grupo de las mismas características en 1986. En 1993 se instalaron dos nuevos grupos de 16 MW cada uno. En 2001 entraron en producción dos grupos MAN de 18,4 MW y en 2007 se pusieron en marcha 2 grupos MAN adicionales, idénticos a los anteriores.  Los grupos diésel inicialmente utilizaron todos fuelóleo y gasóleo como combustibles.
La primera turbina de gas, de 24,8 MW de potencia, comenzó a operar en 1998. En el 2000 se incorporaron a la central una turbina en Formentera con una capacidad de generación unitaria de 14 MW. En 2003, 2005, 2008, 2009 y 2013 se instalaron nuevas turbina de 25 MW de potencia cada una. Todos los grupos de gas empezaron utilizando gasóleo como combustible.
Desde 2011, después de la entrada en funcionamiento del gaseoducto con la península, la central utiliza principalmente el gas natural como combustible, quedando el gasóleo como combustible de reserva para situaciones imprevistas.
La central cuenta con el certificado de gestión ambiental ISO 14001 que concede AENOR y que acredita que sus actividades se realizan de forma respetuosa con el medio ambiente.

## Funcionamiento
En la central térmica de Ibiza se dan dos tipos de formas de generación de energía: una es mediante motores diésel y la otra es mediante turbinas de gas. Se detallan a continuación las características de ambas:
Motores diésel
- Motor diésel alimentado por gasoil que imprime un movimiento de rotación al eje de un alternador.
- Un alternador donde el giro de su eje induce la energía eléctrica que se obtiene de la central.

En un motor diésel la ignición de la mezcla de combustible se produce por la elevada presión existente en el cilindro. El movimiento que genera el motor diésel es el que utiliza el alternador para generar la electricidad.
Turbina de gas
Las centrales que utilizan turbinas de gas se utilizan para cubrir puntas de demandas, la turbina consta de tres componentes principales:
- Compresor: Aspira el aire atmosférico y eleva su presión para inyectarlo junto al combustible en la cámara de combustión.
- Cámara de combustión: En esta cámara se produce la combustión del gasóleo.
- Turbina: Los gases a alta presión y temperatura generados en la combustión ceden parte de su energía a los álabes de la turbina haciéndola girar.

## Instalaciones
La central de Ibiza cuenta con siete turbinas de gas y con seis grupos diésel fijos, que utilizaban gasóleo como combustible.
En 2011 la turbina número 5 y los cuatro motor diésel MAN de 18,4 MW pasaron a funcionar con gas natural.

### Características y datos técnicos
Como los grupos construidos en el mismo año tienen las mismas características, se agrupan para resumir esta tabla.
Grupo I (2 motores diésel)
- General
  - Potencia por grupo: 3 MW.
  - Año de puesta en servicio: 1971. dado de baja.
- Motor
  - Fabricante: Sulzer MTM.
  - Número de tiempos: 2.
  - Número de cilindros: 10.
  - Potencia nominal: 3 MW.
  - Velocidad de régimen: 250 r. p. m.
  - Diámetro de cilindro: 480 mm.
  - Carrera de pistón: 700 mm.
  - Sistema de refrigeración: Torres húmedas.
- Alternador
  - Fabricante: Brown Boveri.
  - Tipo de grupo: Síncrono.
  - Potencia: 3,8 MVA.
  - Tensión en bornes: 5,2 kV.
  - Intensidad del estátor: 431 A.
  - Número de polos: 24.
- Transformador
  - Fabricante: BBO.
  - Potencia: 4 MVA.

Grupo II y III
- General
  - Potencia por grupo: 8,3 MW.
  - Año de puesta en servicio: grupo II año 1973 y grupo III 1974. Baja 2010
- Motor
  - Fabricante: BW-Dk.
  - Número de tiempos: 2.
  - Número de cilindros: 6.
  - Potencia nominal: 8,3 MW.
  - Velocidad de régimen: 125 r. p. m.
  - Diámetro de cilindro: 740 mm.
  - Carrera de pistón: 1600 mm.
  - Sistema de refrigeración: Agua de mar.
- Alternador
  - Fabricante: Brown Boveri.
  - Tipo de grupo: Síncrono.
  - Potencia: 10,4 MVA.
  - Tensión en bornes: 5,2 kV.
  - Intensidad del estátor: 1.154,7 A.
  - Número de polos: 48.
- Transformador
  - Fabricante: Cenemesa.
  - Potencia: 4 MVA.

Grupo V, VI y VII
- General
  - Potencia por grupo: 15,5 MW.
  - Año de puesta en servicio: grupo V y VI en el año 1982, grupo VII 1986.
- Motor
  - Fabricante: BW- AESA.
  - Número de tiempos: 2.
  - Número de cilindros: 10.
  - Potencia nominal: 15,5 MW.
  - Velocidad de régimen: 150 r. p. m.
  - Diámetro de cilindro: 670 mm.
  - Carrera de pistón: 1400 mm.
  - Sistema de refrigeración: Agua de mar.
- Alternador
  - Fabricante: G.E.E.
  - Tipo de grupo: Síncrono.
  - Potencia: 20 MVA.
  - Tensión en bornes: 6,3 kV.
  - Intensidad del estátor: 1.833 A.
  - Número de polos: 40.
- Transformador
  - Fabricante: grupo VII y IX Diestre y grupo VIII AEG.
  - Potencia: 20 MVA.

Grupo VIII y IX
- General
  - Potencia por grupo: 16 MW.
  - Año de puesta en servicio: 1993. En 2012 pasa a soporte.
- Motor
  - Fabricante: BW-AESA.
  - Número de tiempos: 2.
  - Número de cilindros: 10.
  - Potencia nominal: 16 MW.
  - Velocidad de régimen: 136 r. p. m.
  - Diámetro de cilindro: 600 mm.
  - Carrera de pistón: 1650 mm.
  - Sistema de refrigeración: Agua de mar.
- Alternador
  - Fabricante: A.B.B.
  - Tipo de grupo: Síncrono.
  - Potencia: 20 MVA.
  - Tensión en bornes: 11 kV.
  - Intensidad del estátor: 1.049,7 A.
  - Número de polos: 44.
- Transformador
  - Fabricante: Oasa.
  - Potencia: 20 MVA.

Grupo X, XI, XII y XIII
- General
  - Potencia por grupo: 18,4 MW.
  - Año de puesta en servicio: X y XI 2001, XII y XIII 2007. Activos como Base.
- Motor
  - Fabricante: MAN_BW.
  - Número de tiempos: 4.
  - Número de cilindros: 18.
  - Potencia nominal: 18,3 MW.
  - Velocidad de régimen: 500 r. p. m.
  - Diámetro de cilindro: 480 mm.
  - Carrera de pistón: 600 mm.
  - Sistema de refrigeración: Torres secas.
- Alternador
  - Fabricante: Alstom.
  - Tipo de grupo: Síncrono.
  - Potencia: 21,75 MVA.
  - Tensión en bornes: 11,3 kV.
  - Intensidad del estátor: 1.111 A.
  - Número de polos: 12.
- Transformador
  - Fabricante: ABB.
  - Potencia: 23,5 MVA.

TG I (turbina de gas)
- General
  - Potencia por grupo: 24,8 MW.
  - Año de puesta en servicio: 1998. En 2011 pasa a reserva.
- Turbina
  - Fabricante: GEC Alstom.
  - Número de cuerpos: 2.
  - Número de etapas: 17.
  - Velocidad de régimen: 3000 r. p. m.
- Alternador
  - Fabricante: Alstom.
  - Potencia: 26 MVA.
  - Tensión en bornes: 11 kV.
  - Excitación: Brushless.
  - Intensidad del estátor: 1.367 A.
- Transformador
  - Fabricante: Oasa.
  - Potencia: 50 MVA.

TG II (turbina de gas)
- General
  - Potencia por grupo: 14 MW.
  - Año de puesta en servicio: 2000. En 2011 pasa a reserva.
- Turbina
  - Fabricante: GE.
  - Número de cuerpos: 2.
  - Número de etapas: 16.
  - Velocidad de régimen: 3000 r. p. m.
- Alternador
  - Fabricante: AEG.
  - Potencia: 17,5 MVA.
  - Tensión en bornes: 11,5 kV.
  - Excitación: Autoexcitatriz.
  - Intensidad del estátor: 878 A.
- Transformador
  - Fabricante: Alkargo.
  - Potencia: 17,5 MVA.

TG III (turbina de gas)
- General
  - Potencia por grupo: 24 MW.
  - Año de puesta en servicio: 2003. En 2011 pasa a reserva.
- Turbina
  - Fabricante: [GE].
  - Número de cuerpos: 2.
  - Número de etapas: 17.
  - Velocidad de régimen: 3000 r. p. m.
- Alternador
  - Fabricante: [GE].
  - Potencia: 30,4 MVA.
  - Tensión en bornes: 11,5 kV.
  - Excitación: estática.
  - Intensidad del estátor: 1.526 A.
- Transformador
  - Fabricante: [ABB].
  - Potencia: 50 MVA.

TG IV (turbina de gas)
- General
  - Potencia por grupo: 25 MW.
  - Año de puesta en servicio: 2005. En 2011 pasa a reserva.

TG V (turbina de gas) Dual
- General
  - Potencia por grupo: 25 MW.
  - Año de puesta en servicio: 2008. Activa en Base.

TG VI (turbina de gas) Dual
- General
  - Potencia por grupo: 25 MW.
  - Año de puesta en servicio: 2009. Activa en Base.

TG VII (turbina de gas) Dual
- General
  - Potencia por grupo: 25 MW.
  - Año de puesta en servicio: 2013. Activa en Base.

TGF (turbina de gas)
- General
  - Potencia por grupo: 14 MW.
  - Año de puesta en servicio: 1999.
- Turbina
  - Fabricante: [GE].
  - Número de cuerpos: 2.
  - Número de etapas: 16.
  - Velocidad de régimen: 3000 r. p. m.
- Alternador
  - Fabricante: GEC.
  - Potencia: 14,7 MVA.
  - Tensión en bornes: 11,5 kV.
  - Excitación: Autoexcitatriz.
  - Intensidad del estátor: 738 A.
- Transformador
  - Fabricante: Oasa.
  - Potencia: 17,5 MVA.